# Torpedbåt

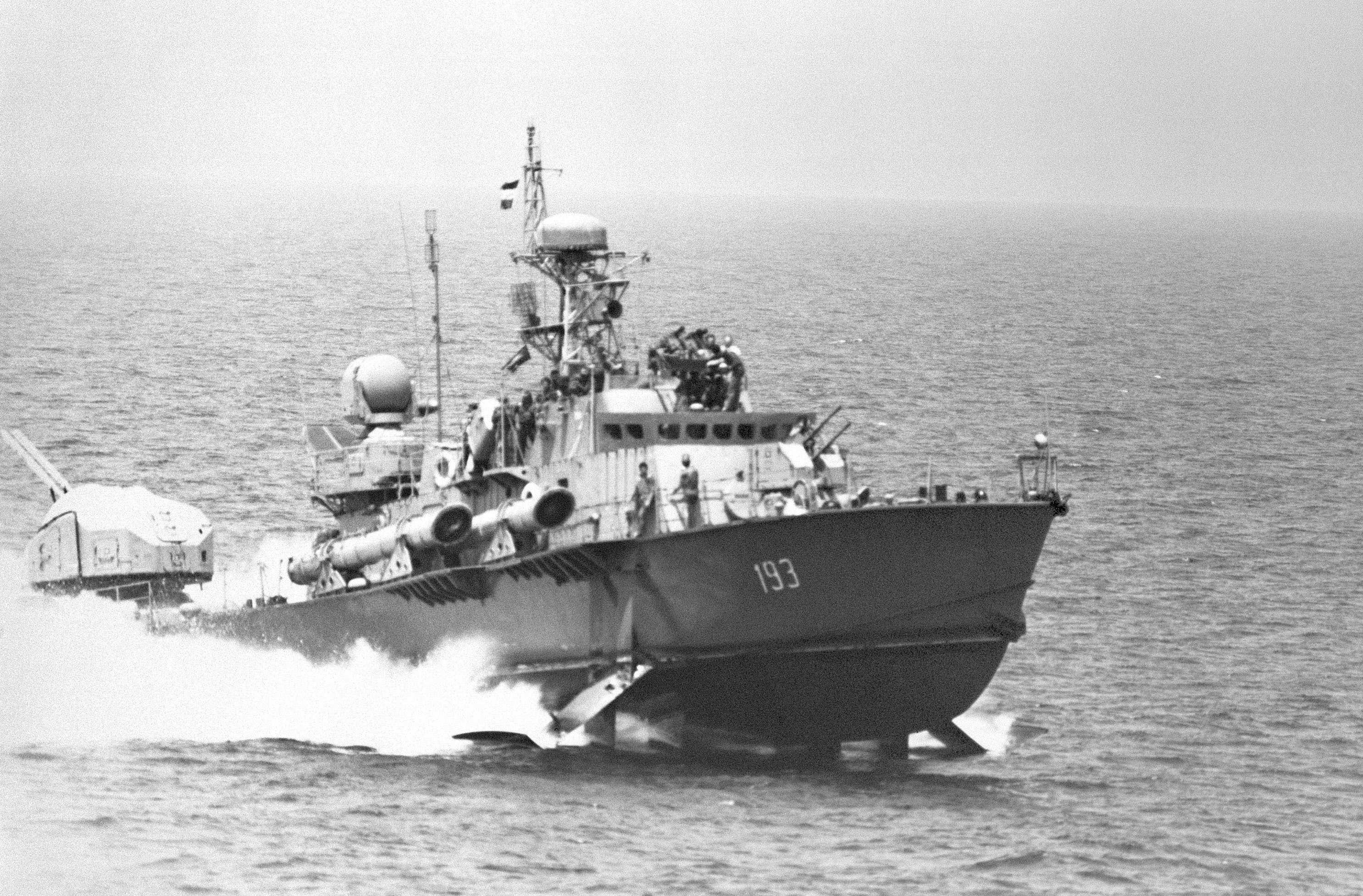
En torpedbåt från den sovjetiska torpedbåt-klassen Project 206M eller Turya-klass som den också kallas. (Båten på bilden tillhör Kubas flotta för att klassen tillhörde inte endast av Sovjetunionen).

Torpedbåt är ett ytattackfartyg som har torpeder för bekämpning av fientliga fartyg (oftast ytfartyg). Torpedbåtarnas föregångare var stångminbåtar. 

## Historia
Torpedbåten hade sitt ursprung i stångtorpedbåten, som uppstod under amerikanska inbördeskriget. Stångtorpedbåten var försedd med en sprängladdning som satt på en lång stång (mina) som skulle bringas att detonera mot målfartygets undervattenskropp. Metoden var föga realistisk och ersattes snart av självgående torpeder. Torpedbåtarna kallades dock minbåtar fram till år 1895.
De tidiga torpedbåtarna drevs av kolvångmaskiner och indelades efter storlek i tre klasser.
Hotet från torpedbåtarna kom att mötas genom att man tillverkade liknande, men större och snabbare fartyg som kallades jagare (underförstått av torpedbåtar). Ångtorpedbåtarna hade tjänat ut sin roll före andra världskriget och kom att efterträdas av de snabbare motortorpedbåtarna.

## Svenska torpedbåtar
Sverige fick sin allra första torpedbåt 1882, "Rolf", byggd vid Stockholms Varv. Den hade 34 tons deplacement och en fart på 16 knop. Av tidiga Torpedbåtarnas tre klasser kom den minsta 3:a klass torpedbåt inte till användning i Sverige. Efter andra världskriget återupptogs namnet Torpedbåt av Plejadklassen, som dock inledningsvis kallades Motortorpedbåt större.
Den sista torpedbåtsklassen i Sverige som var av Norrköpingsklass, byggdes om till robotbåtar i början av 1980-talet. 

### Svenska flottans torpedbåtsklasser genom tiderna
- 1:a klass torpedbåt (1896-)
- 2:a klass torpedbåt (1894-)
- Perseustyp (1951-1967)
- Plejadklass (1954-1981)
- Spicaklass (1966-1989)
- Norrköpingsklass (1973-2005)

## Danska flottans torpedbåtsklasser genom tiderna
- Lista över Danska torpedbåtar

## Bilder

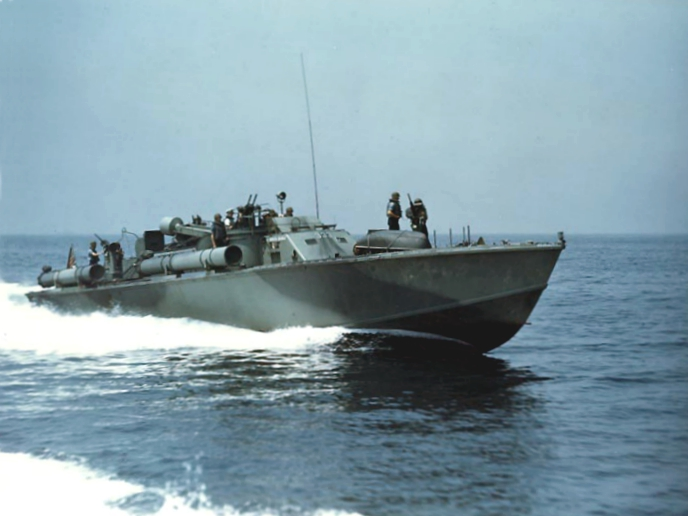
Den amerikanska torpedbåten PT-333
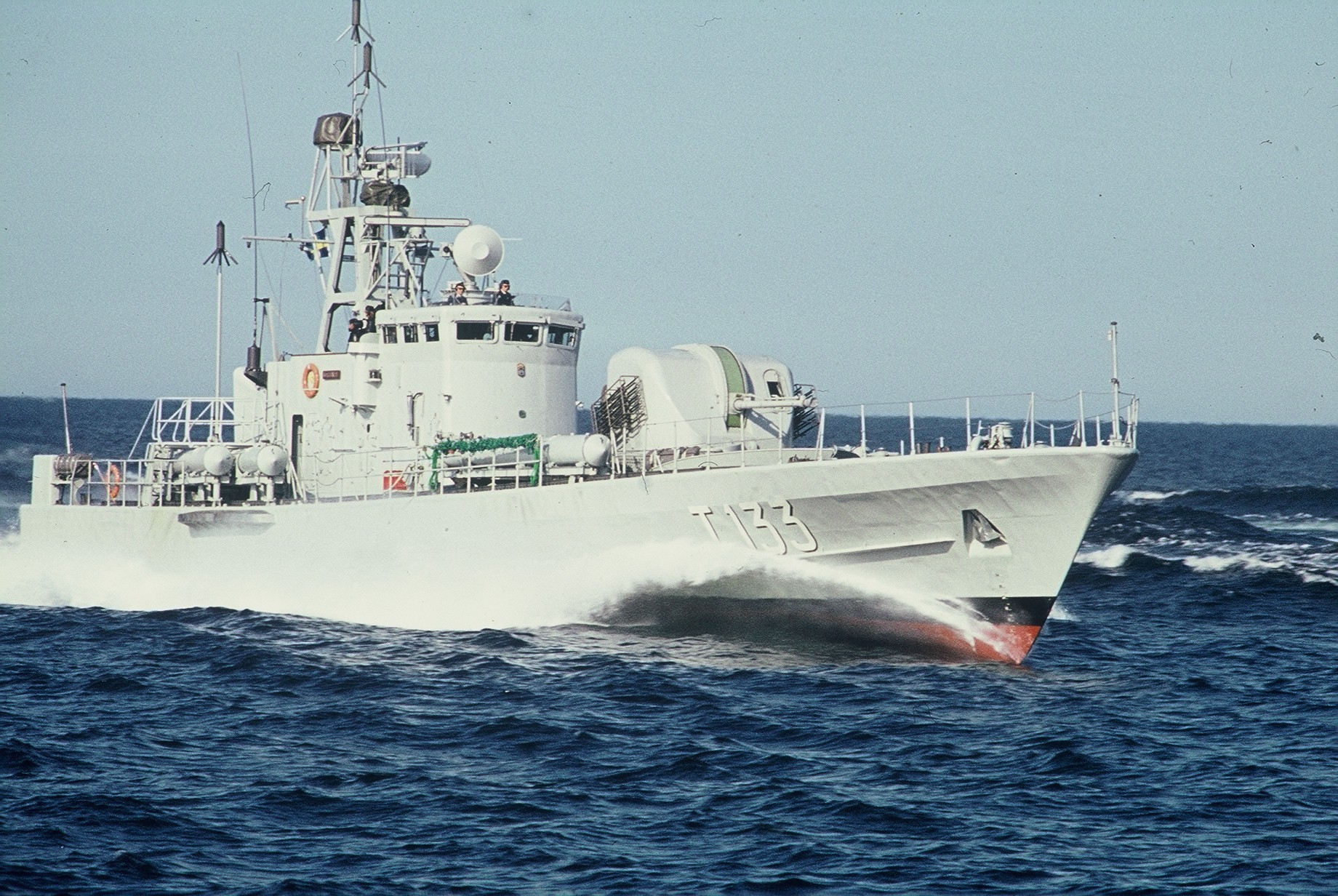
Torpedbåten T133 Norrtälje av Norrköpingsklass.
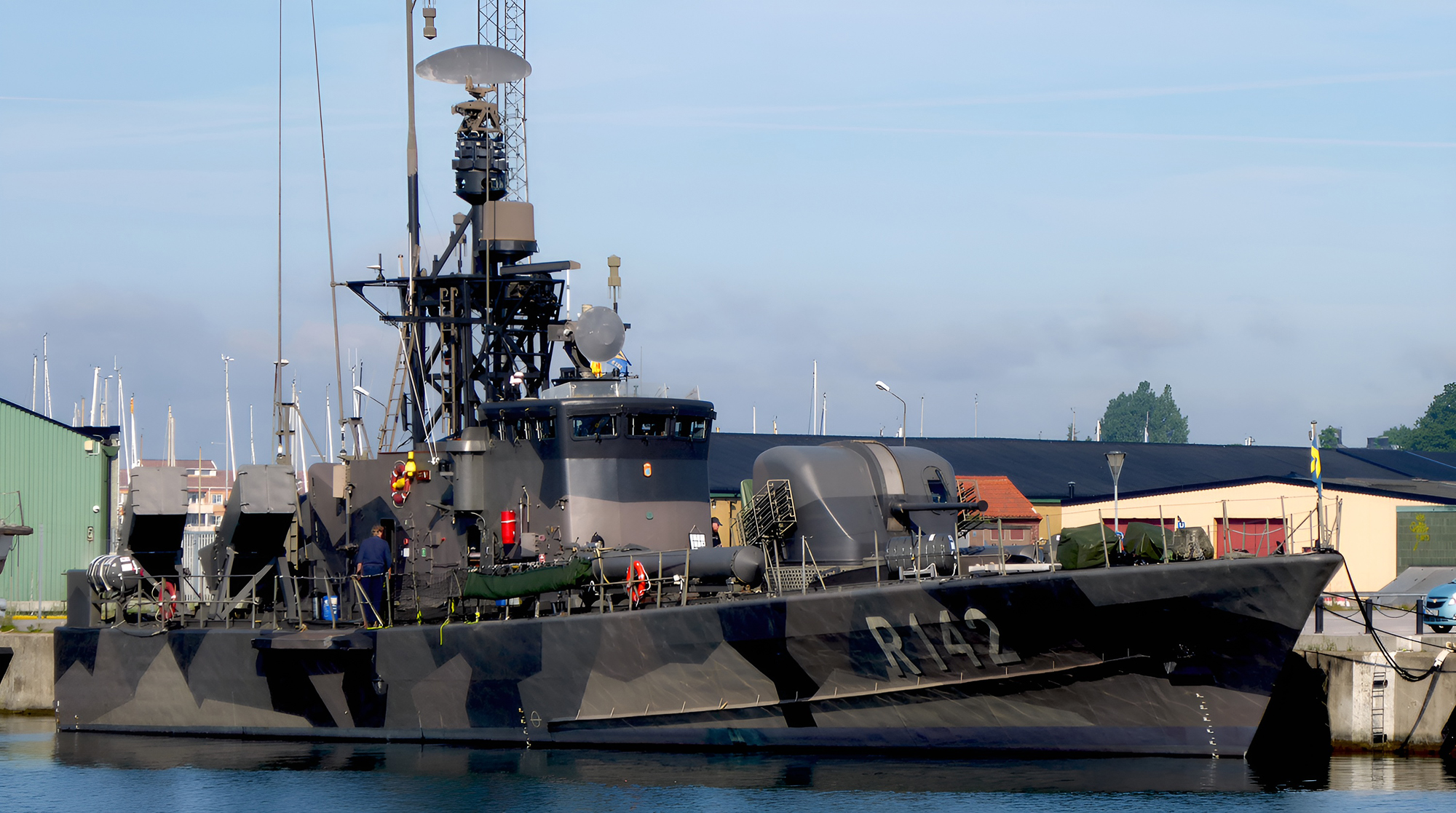
Den svenska torpedbåten HMS Ystad från Norrköpingsklassen
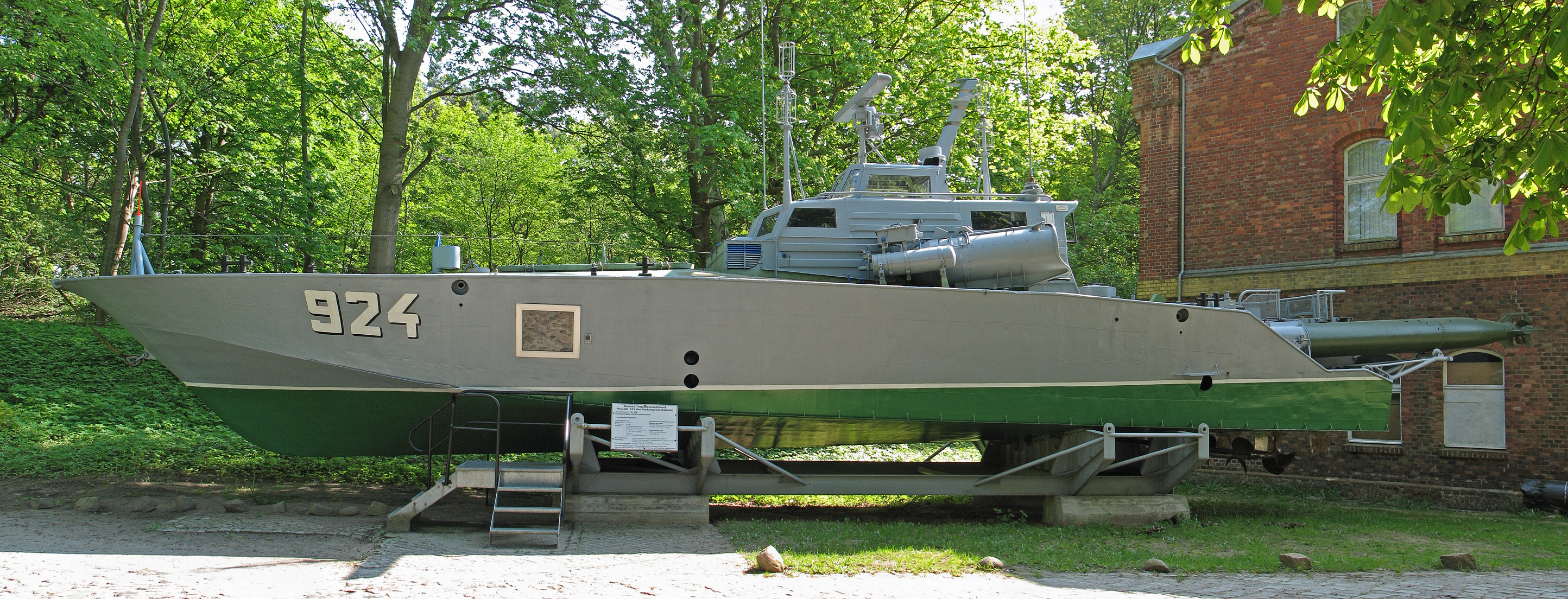
En östtysk torpedbåt från klassen Project 131 Libelle
Ritning över en sovjetisk G-5-torpedbåt